# Kagemni (I)
Kagemni (I) (... – IV dinastia) è stato un visir egizio durante il regno dei re Huni e Snefru.

## Biografia
Kagemni (I) svolse la sua attività di visir durante i regni di Huni e Snefru. Il suo nome è legato agli Ammaestramenti di Kagemni, testo sapienziale contenuto nel Papiro Prisse risalente, tuttavia, al Medio regno. Essendo il testo mutilo, non è chiaro se il Kagemni in esso citato, e di cui viene indicato il grado di visir e i due re sotto i quali ha servito, ne sia l’estensore o il destinatario. Viene tuttavia escluso che possa trattarsi di un altro omonimo visir, Kagemni, risalente alla VI dinastia

### Annotazioni
1. ↑  I numeri romani tra parentesi accanto ad alcuni nomi non hanno valore di collocazione temporale o di discendenza, ma servono a differenziare casi di omonimia.
2. ↑  L'opera di Porter & Moss, "Topographical Bibliography of Ancient Egyptian Hierogliphic texts, reliefs, and paintings", presa in considerazione per la stesura della voce è così ripartita:
  - Vol. I, parte a., "The Theban Necropolis: private tombs", ed. 1960, da pag. 1 a pag. 494;
  - Vol. I. parte b., "The Theban Necropolis: royal tombs and smaller cemeteries", ed. 1964, da pag. 495 a pag. 887;
  - Vol. II, "Theban Temples", ed. 1972, da pag. 1 a 586;
  - Vol. III, parte a., "Memphis: Abu Rawash to Abusir", ed. 1974, da pag. 1 a pag. 392;
  - Vol. III, parte b., "Memphis: Saqqara ti Dashur", ed. 1981, da pag. 393 a pag. 1014;
  - Vol. IV, "Lower and Middle Egypt: Delta and Cairo to Asyut", ed. 1968, da pag. 1 a pag. 252;
  - Vol. V, "Upper Egypt sites: Deir Rifa to Aswan, excluding Thebes and the temples of Abydos, Dendera, Esna, Edfu, Kom Ombo and Philae, ed. 1962, da pag. 1 a pag. 292;
  - Vol. VI, "Upper Egypt chief Temples: Excluding Thebes: Abydos, Dendera, Esna, Edfu, Kom Ombo and Philae", ed. 1991, da pag. 1 a pag. 264;
  - Vol. VII, "Nubia, the Deserts and outside Egypt", ed. 1975, da pag. 1 a pag. 475.

### Fonti
1. ↑  Porter & Moss, Vol I/a, p. 404.
2. ↑  Gardiner 1946,  pp. 71-74.